# Condado de Fingal
Fingal (em irlandês Fine Gall) é um condado da República da Irlanda, na província de Leinster, no leste do país. Resultou da subdivisão do Condado de Dublin para fins administrativos, em 1994.
Seus limites são o Mar da Irlanda a nordeste e leste, a cidade de Dublin a sudeste, o Condado de South Dublin e o Condado de Kildare a sudoeste e o Condado de Meath a oeste.